# Lijst van nummer 1-hits in Nieuw-Zeeland in 2012
Deze hits stonden in 2012 op nummer 1 in de RIANZ Top 40, de bekendste hitlijst in Nieuw-Zeeland.
| Datum        | Artiest                       | Titel                                   |
| ------------ | ----------------------------- | --------------------------------------- |
| 2 januari    | LMFAO                         | Sexy and I know it                      |
| 9 januari    | Flo Rida & Sia                | Wild Ones                               |
| 16 januari   | Flo Rida & Sia                | Wild ones                               |
| 23 januari   | Flo Rida & Sia                | Wild ones                               |
| 30 januari   | Flo Rida & Sia                | Wild ones                               |
| 6 februari   | Flo Rida & Sia                | Wild ones                               |
| 13 februari  | Katy Perry                    | Part of me                              |
| 20 februari  | Katy Perry                    | Part of me                              |
| 27 februari  | Reece Mastin                  | Good night                              |
| 5 maart      | Reece Mastin                  | Good night                              |
| 12 maart     | K'naan & Nelly Furtado        | Is anybody out there                    |
| 19 maart     | Chris Rene                    | Young homie                             |
| 26 maart     | Carly Rae Jepsen              | Call me maybe                           |
| 2 april      | Carly Rae Jepsen              | Call me maybe                           |
| 9 april      | Carly Rae Jepsen              | Call me maybe                           |
| 16 april     | Carly Rae Jepsen              | Call me maybe                           |
| 23 april     | Carly Rae Jepsen              | Call me maybe                           |
| 30 april     | Reece Mastin                  | Shut up & kiss me                       |
| 7 mei        | Flo Rida                      | Whistle                                 |
| 14 mei       | Flo Rida                      | Whistle                                 |
| 21 mei       | Flo Rida                      | Whistle                                 |
| 28 mei       | Flo Rida                      | Whistle                                 |
| 4 juni       | Flo Rida                      | Whistle                                 |
| 11 juni      | Flo Rida                      | Whistle                                 |
| 18 juni      | Flo Rida                      | Whistle                                 |
| 25 juni      | Flo Rida                      | Whistle                                 |
| 2 juli       | Katy Perry                    | Wide awake                              |
| 9 juli       | Owl City & Carly Rae Jepsen   | Good time                               |
| 16 juli      | Katy Perry                    | Wide awake                              |
| 23 juli      | Fun.                          | Some Nights                             |
| 30 juli      | Fun.                          | Some nights                             |
| 6 augustus   | Maroon 5                      | One more night                          |
| 13 augustus  | Maroon 5                      | One more night                          |
| 20 augustus  | Maroon 5                      | One more night                          |
| 27 augustus  | Taylor Swift                  | We are never ever getting back together |
| 3 september  | Flight of the Conchords       | Feel inside (and stuff like that)       |
| 10 september | Flight of the Conchords       | Feel inside (and stuff like that)       |
| 17 september | Titanium                      | Come on home                            |
| 24 september | PSY                           | Gangnam style                           |
| 1 oktober    | PSY                           | Gangnam style                           |
| 8 oktober    | One Direction                 | Live While We're Young                  |
| 15 oktober   | PSY                           | Gangnam style                           |
| 22 oktober   | PSY                           | Gangnam style                           |
| 29 oktober   | PSY                           | Gangnam style                           |
| 5 november   | PSY                           | Gangnam style                           |
| 12 november  | Macklemore, Ryan Lewis & Wanz | Thrift shop                             |
| 19 november  | Macklemore, Ryan Lewis & Wanz | Thrift shop                             |
| 26 november  | Macklemore, Ryan Lewis & Wanz | Thrift shop                             |
| 3 december   | Macklemore, Ryan Lewis & Wanz | Thrift shop                             |
| 10 december  | Macklemore, Ryan Lewis & Wanz | Thrift shop                             |
| 17 december  | Macklemore, Ryan Lewis & Wanz | Thrift shop                             |
| 24 december  | will.i.am & Britney Spears    | Scream & shout                          |
| 31 december  | Macklemore, Ryan Lewis & Wanz | Thrift shop                             |